# Parque-Museo La Venta

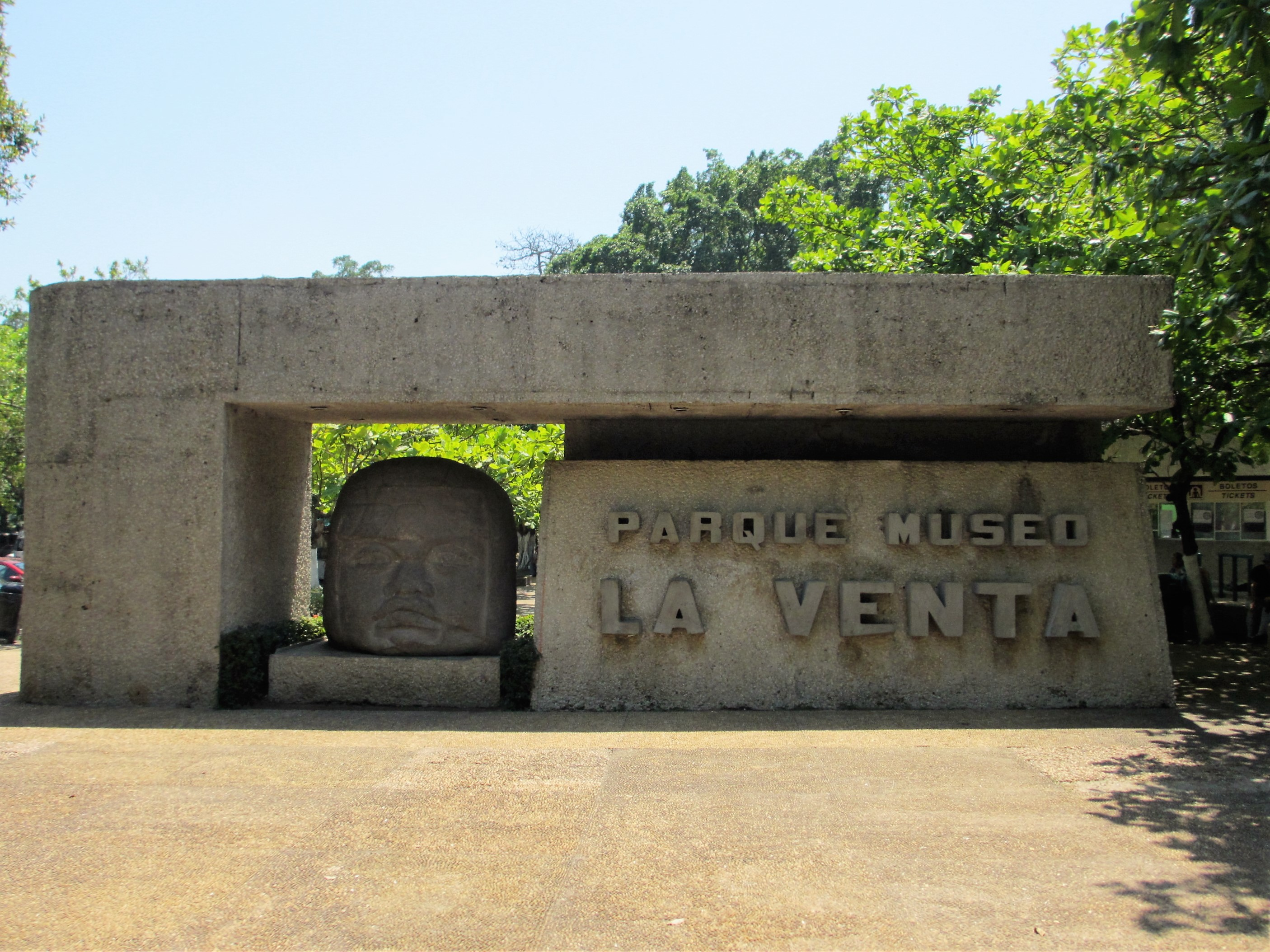
Parque-Museo La Venta

Das Parque-Museo La Venta (Museumspark La Venta) in der Stadt Villahermosa im mexikanischen Bundesstaat Tabasco ist eines der wichtigsten archäologischen Museen des Landes. Es widmet sich vorrangig der Aufbewahrung, Präsentation und Erforschung von Skulpturen aus der olmekischen Fundstätte von La Venta (ca. 1200 bis 400 v. Chr.).

## Lage
Das Museum befindet sich in einer Grünanlage nahe der Laguna de las Ilusiones im Nordwesten der nur ca. 10 m hoch gelegenen Stadt.

## Geschichte
Die Fundstätte von La Venta wurde im Jahr 1925 von dem Forscher Frans Blom und dem Archäologen Olivar Farge entdeckt. Das Museum wurde auf Anregung des einheimischen Schriftstellers und Politikers Carlos Pellicer Cámara (1897–1977) erbaut und am 4. März 1958 eingeweiht. Einige Fundstücke wurden inzwischen zu ihrem Schutz in das im Jahr 1980 neu erbaute und ca. 1,5 km südöstlich gelegene Museo Regional de Antropología Carlos Pellicer Cámara verbracht.

## Exponate
Zum Teil geschützt und zum Teil unter freiem Himmel befinden sich die wichtigsten Fundstücke aus der archäologischen Stätte von La Venta. Besonders hervorzuheben sind 4 olmekische Kolossalköpfe. Auch etwa 50 andere Skulpturen zeugen von großer Originalität und Handwerkskunst – insbesondere wenn man die Tatsache berücksichtigt, dass deren Schöpfer nicht über Metallwerkzeuge verfügten.

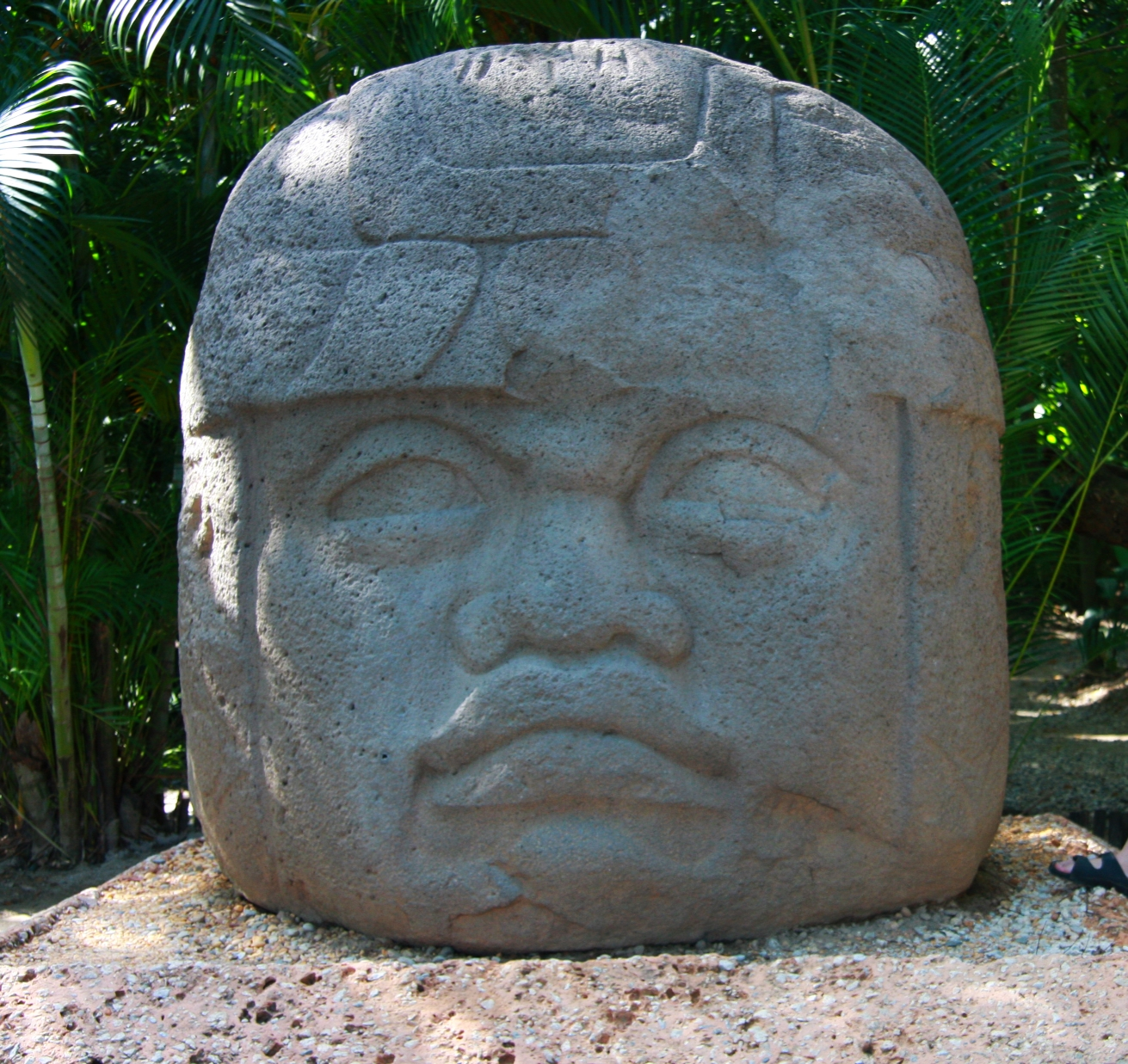
Kolossalkopf
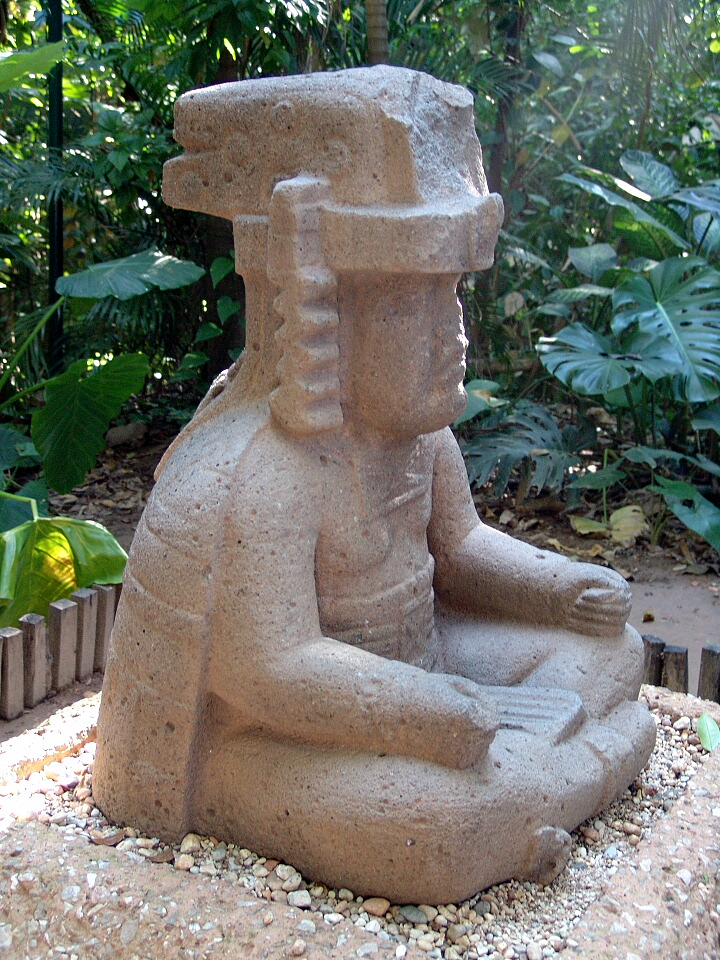
Herrscher (?)
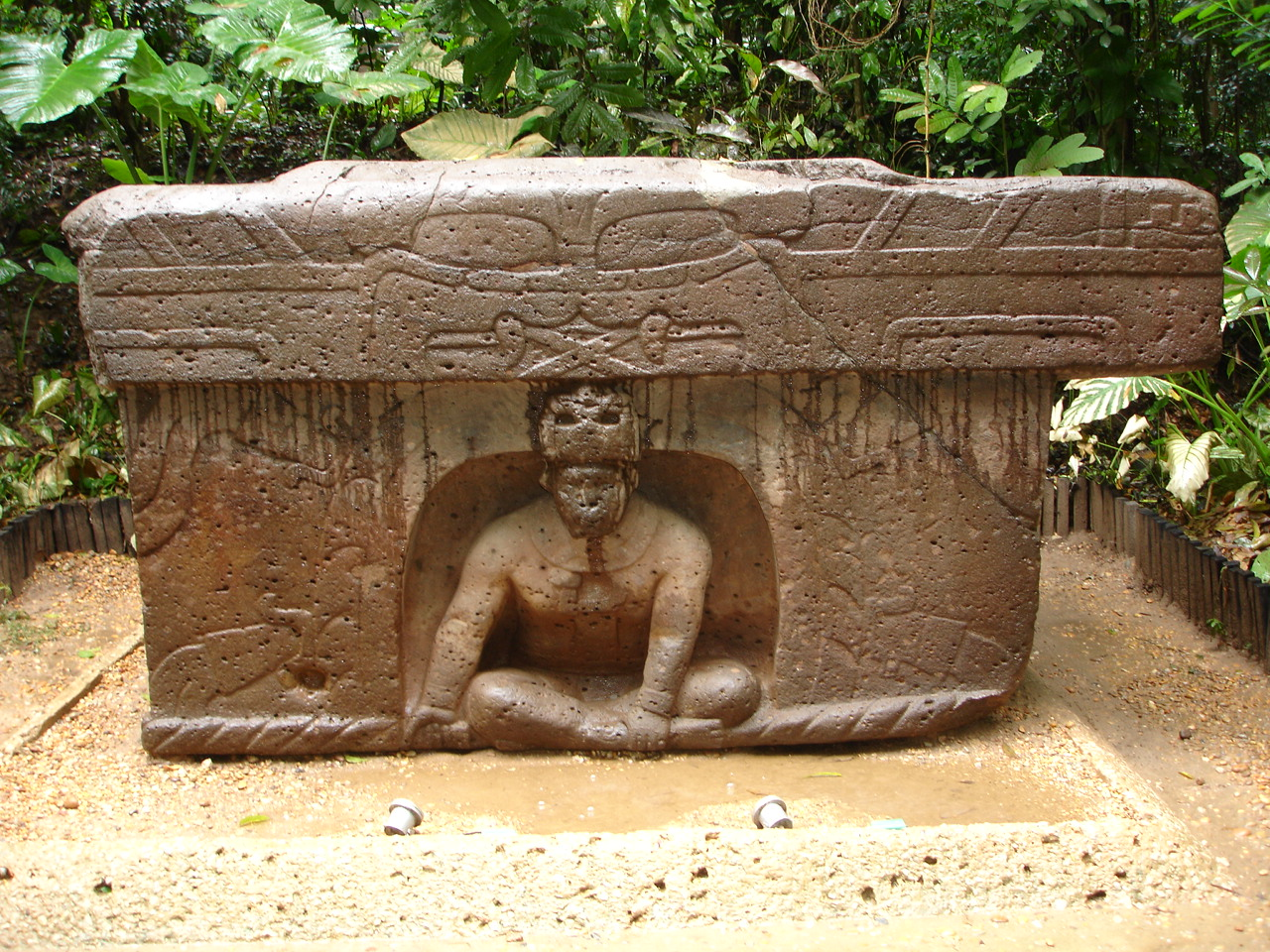
Altar (?)
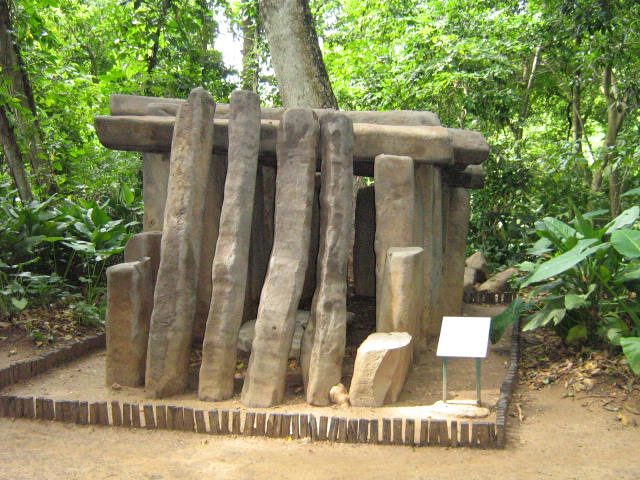
Grab (?)
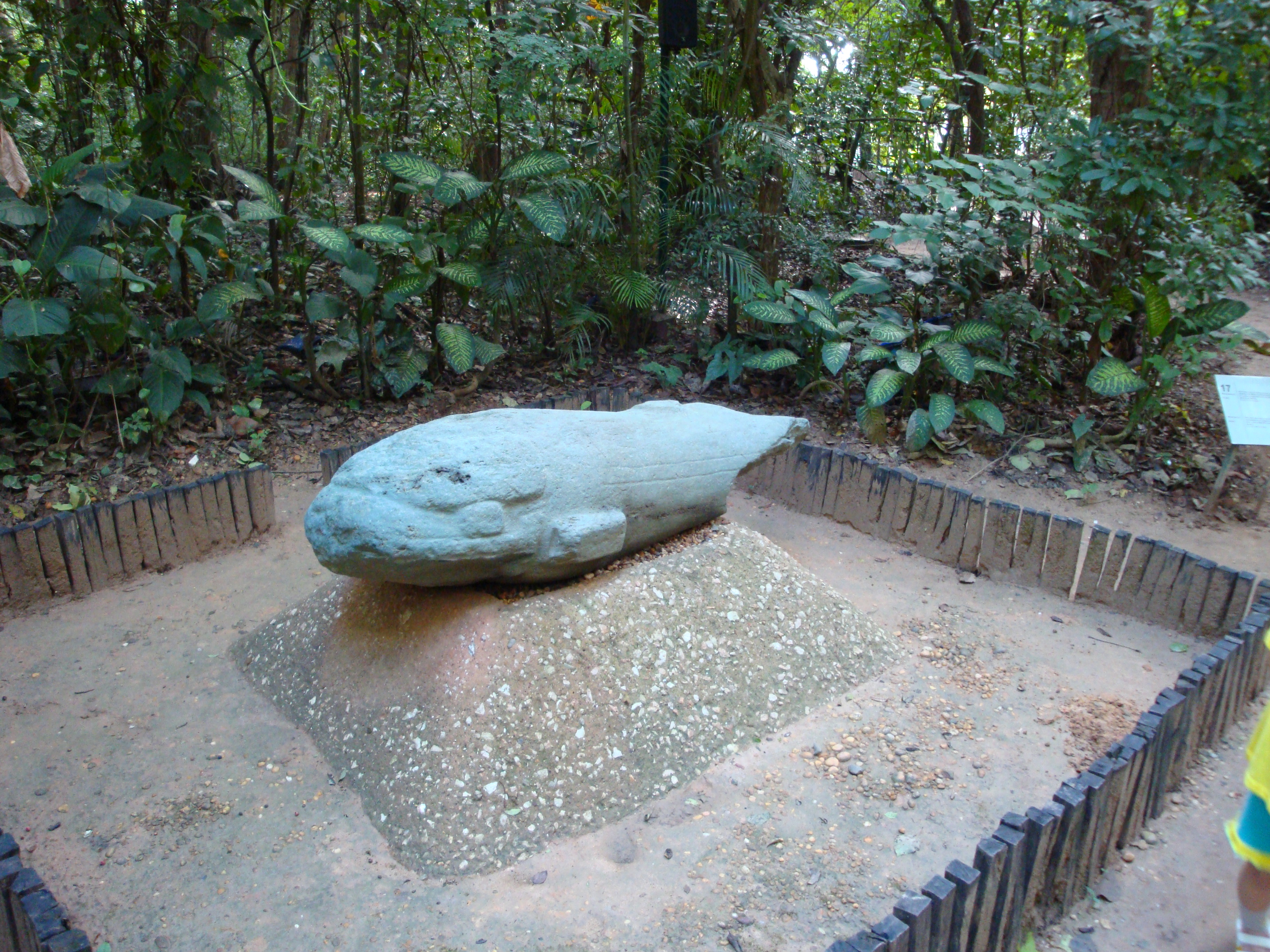
Fisch
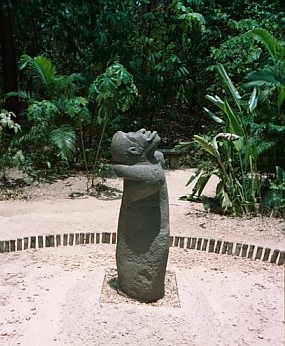
Himmelwärts blickender Affe